# NGC 2900
NGC 2900 est une galaxie spirale barrée située dans la constellation de l'Hydre. NGC 2900 a été découverte par l'astronome américain Lewis Swift en 1886.

## Caractéristiques
Sa vitesse par rapport au fond diffus cosmologique est de 5 658 ± 23 km/s, ce qui correspond à une distance de Hubble de 83,5 ± 5,9 Mpc (∼272 millions d'al).
La classe de luminosité de NGC 2900 est III_IV et elle présente une large raie HI. Elle renferme également des régions d'hydrogène ionisé. De plus, c'est une galaxie du champ, c'est-à-dire qu'elle n'appartient pas à un amas ou un groupe et qu'elle est donc gravitationnellement isolée.